# نيكولاي ستيبانوفتش تورجانينوف
نيكولاي ستيبانوفتش تورجانينوف (1796-1863) (بالإنجليزية: Nicolai Stepanowitsch Turczaninow)‏ هو عالم نبات روسي.